# Luis Cornide Quiroga
Luis Cornide Quiroga (Monforte de Lemos, 1884 - Madrid, 6 de noviembre de 1946) fue un abogado, académico, empresario y político español.

## Biografía
Licenciado en Derecho por la Universidad de Santiago de Compostela, fue abogado en La Coruña y accedió al Cuerpo de secretarios judiciales. Miembro de la Real Academia Galega, fue un destacado empresario en el sector eléctrico, presidente de la sociedad Fábricas Coruñesas de Gas y Electricidad y consejero de la Sociedad General Gallega de Electricidad. También fue representante de la Región Noroeste en la Cámara Oficial de Productores y Distribuidores de Electricidad. En 1903 fue secretario de la Liga de Amigos de La Coruña, siendo el primer presidente del Real Club Deportivo de La Coruña, entonces Club Deportivo de la Sala Calvet (1906 - 1908).
En el ámbito político, obtuvo escaño como diputado a Cortes por la Agrupación Social Republicana en la circunscripción de La Coruña en las elecciones a Cortes Constituyentes de 1931 tras la proclamación de la República. Durante los debates para la redacción de la Constitución de 1931, se opuso a los artículos que determinaron la separación entre la iglesia católica y el Estado, y se mostró partidario del voto femenino. No se presentó en las elecciones de 1933, pero sí lo hizo como independiente en 1936, obteniendo el escaño.
En 1934 accedió a la plaza de secretario del Tribunal Supremo. Cuando se produjo el golpe de Estado de julio de 1936 que dio inicio a la Guerra Civil, Cornide se encontraba en Madrid. Fue separado del servicio como secretario del Tribunal Supremo de forma provisional por el ministro de Justicia, Juan García Oliver, en tanto se investigaba qué miembros de la judicatura habían participado en el golpe de Estado y apoyado a los sublevados. Indalecio Prieto, recién nombrado ministro de Marina y Aire en septiembre, le facilitó un salvoconducto para salir de España y evitar el caos que se vivía en la defensa de Madrid. Conride marchó a Francia y dos años después, en 1938, regresó a España por Galicia, bajo la autoridad del bando sublevado desde el inicio del conflicto. Fue entonces detenido, juzgado por rebelión en consejo de guerra y condenado a doce años de prisión, de los que cumplió uno en el penal de El Dueso. Después fue depurado de su plaza como secretario judicial en aplicación de la Ley de Responsabilidades Políticas. Ya pasados los sesenta años, fue rehabilitado.